# Flunk
I Flunk sono un gruppo musicale norvegese formatosi nel 2000 ad Oslo.

## Storia del gruppo
La band vide la luce come un progetto tra Ulf e Jo ad Oslo nell'inverno del 2000.
Registrarono una traccia all'interno di una compilation della Beatservice Records nel 2001. Quando il manager dell'etichetta, Vidar Hanssen, ascoltò il brano mise sotto contratto quella band, ancora senza nome, per un album intero.
Durante l'estate del 2001 Ulf e Jo registrarono la maggior parte dell'album e Anja ne improvvisò il testo.
Nella primavera del 2002, la band assunse il nome di Flunk e incise il primo singolo, una cover di Blue Monday dei New Order, in aprile. La traccia fu apprezzata in Inghilterra e fu inclusa in numerose compilation in Nord America ed Europa. Più tardi, in aprile, il loro album di debutto For Sleepyheads Only fu pubblicato ed ebbe un grande successo. La BBC invitò la band a fare una registrazione per lo show radiofonico The Blue Room. Negli Stati Uniti, firmarono un contratto con Guidance Recordings. Nell'estate del 2002, la band ricevette ottime recensioni dai magazine di musica elettronica britannici e in luglio suonò al Finest rock festival in Norvegia. In ottobre For Sleepyheads Only fu pubblicato negli Stati Uniti da Guidance Recordings.
La Beatservice Records poi pubblicò Treat Me Like You Do - For Sleepyheads Only Remixed in giugno. Nonostante il primo album fosse ancora in auge, la band non perse tempo e iniziò a lavorare sul secondo album che fu registrato a Parigi in ottobre.
Morning Star fu pubblicato nel maggio 2004 in Norvegia ed in giugno nel resto del mondo. Nel 2005, Play America fu pubblicato per Beatservice Records e include alcune bonus track e remix.
Nel 2007 Flunk produssero il loro quarto album, Personal Stereo, e nel maggio 2009 This Is What You Get, che include una cover di Karma Police dei Radiohead.
Nel 2013 è il turno di Lost Causes, pubblicato il 22 aprile.
Nel 2017 vede la luce un nuovo album dal titolo Chemistry and Math.

## Formazione
- Anja Oyen Vister - voce
- Erik Ruud - batteria
- Jo Bakke - chitarra
- Ulf Nyggard - produzioni

## Discografia

### Album
- 2002 - For Sleepyheads Only
- 2003 - Treat Me Like You Do - For Sleepyheads Only Remixed
- 2004 - Morning Star
- 2005 - Play America
- 2007 - Personal Stereo
- 2007 - Democracy
- 2009 - This is what You Get
- 2012 - The Songs We Sing
- 2013 - Lost Causes
- 2015 - Deconstruction Time Again
- 2017 - Chemistry and math
- 2021 - History of Everything Ever

### EP
- 2002 - Miss World
- 2002 - Blue Monday
- 2002 - Blue Monday Remixes
- 2005 - All Day and All of the Night Remixes